# 北美电话区号705和249
电话区号705和249是北美电话区号计划（NANP）中覆盖加拿大安大略省东北部和中部大部分地区的电话区号。区号705是1957年从613和519区号覆盖区中拆分出的。1962年在所覆盖的地理范围缩小后，区号705所在区域于2011年在分配到了区号249作为重叠电话区号。

## 历史
安大略在1947年的北美电话区号计划中最初分配到两个区号：416和613。区号416所覆盖的该省南部区域于1953年拆分，形成了覆盖该省西部的区号519。1957年，原区号613和519所覆盖的部分区域被整合成为区号705，服务范围涵盖安大略省金马蹄地区北部和西部的几乎所有地区。1962年，区号705所覆盖的地理区域缩小，部分区域划给安大略省西北部使用的区号807。区号705的号码资源尚未耗尽，但是为了改善从曼尼托巴省和加拿大西部其他地区到安大略省西北部的呼叫路由，创建第二个区号被认为是必要的。
2011年3月19日，区号705所剩的覆盖区域被分配到了第二个区号249作为重叠电话区号。从那时起，所有电话都需要十位拨号。
加拿大编号管理联盟曾考虑消除区号807和705的边界，并将区号807改为覆盖整个安大略省北部的区号，这等同于撤销了1962年的区号分拆，但由于担心潜在的混淆而并不建议这样做。
2017年2月，区号683被预留为该地区的第三个区号。